# Свято-Миколаївська церква (Войтове)
Свято-Миколаївська церква — православна (УПЦ) церква у селі Войтове Згурівського району Київської області, духовний осередок села. Має статус пам'ятки архітектури місцевого значення (охоронний номер 70-Кв). Яскравий зразок класицизму на Київщині.

## Архітектура
Церква хрещата у плані, однобанна, увінчана главкою. Фасади храму з усіх боків практично однакові. Збудована у стилі класицизм, має елементи сампіру. Крила планувального хреста закінчуються класичними фронтонами з напівциркульними вікнами. Квадратний об'єм средохрестя переходить у восьмигранний верхній ярус, на якому тримається барабан купола.
Церква майже позбавлена зовнішнього декору. Лише карнизи простого малюнка і неглибокі ніші трохи урізноманітнюють площини стін. Фронтон над головним входом прикрашений сучасною мозаїкою із зображенням Св. Миколая.

## Історія храму
Церкву було збудовано 1790 року коштом графа Іллі Безбородька. 1832 року храм було дещо перебудовано, тому він набув деяких рис ампіру. На охоронній дошці, що знаходиться на стіні храму, зазначено, що храм спорудженол у середині ХІХ століття. Ймовірно, мається на увазі перебудова церкви.
Храм сьогодні перебуває у доброму стані, є діючим. Це сучасний духовний осередок села.